# Wallago micropogon
Wallago micropogon és una espècie de peix de la família dels silúrids i de l'ordre dels siluriformes.

## Morfologia
- Els mascles poden assolir 154 cm de longitud total[1] i 96 kg de pes.[2]
- Nombre de vèrtebres: 63-65.[3]

## Reproducció
És ovípar i fa migracions a petits rierols per a fresar.

## Alimentació
Els adults es nodreixen únicament de peixos.

## Hàbitat
És un peix d'aigua dolça i de clima tropical.

## Distribució geogràfica
Es troba a Àsia: conca del riu Mekong entre Dau Tieng (sud del Vietnam) i Luang Prabang (nord de Laos). També és present a la conca del riu Chao Phraya (Tailàndia).